# Sycon giganteum
Sycon giganteum är en svampdjursart som beskrevs av Arthur Dendy 1892. Sycon giganteum ingår i släktet Sycon och familjen Sycettidae.
Artens utbredningsområde är havet kring Australien. Inga underarter finns listade i Catalogue of Life.